# Brenda (Arizona)
Brenda es un lugar designado por el censo ubicado en el condado de La Paz, Arizona, Estados Unidos. Según el censo de 2020, tiene una población de 466 habitantes.

## Geografía
Brenda está ubicado en las coordenadas 33°40′20″N 113°56′16″O / 33.67222, -113.93778. Según la Oficina del Censo de los Estados Unidos, Brenda tiene una superficie total de 17.9 km², de la cual 17.9 km² corresponden a tierra firme y (0%) 0 km² es agua.

## Demografía
Según el censo de 2020, hay 466 personas residiendo en Brenda. La densidad de población es de 26.04 hab./km². El 94.2% son blancos, el 0.2% es afroamericano, el 0.2% es amerindio, el 0.2% es asiático, el 1.9% son de otras razas y el 3.2% son de dos o más razas. Del total de la población, el 2.8% son hispanos o latinos de cualquier raza.